# Damernas 1 500 meter i hastighetsåkning på skridskor vid olympiska vinterspelen 1964
Damernas 1 500 meter i skridskor vid de olympiska vinterspelen 1964 avgjordes den 31 januari 1964 på Olympia Eisstadion i Innsbruck. Loppet vanns av Lidija Skoblikova från Sovjetunionen.
30 deltagare från 12 nationer deltog i tävlingen.

## Rekord
Gällande världsrekord och olympiska rekord före Vinter-OS 1964:
| Världsrekord     | Inga Artamonova (URS)   | 2:19,0 | Alma-Ata, Kazakiska SSR, Sovjetunionen | 27 januari 1962  |
| Olympiskt rekord | Lidija Skoblikova (URS) | 2:25,2 | Squaw Valley, Kalifornien, USA         | 21 februari 1960 |

Följande nytt olympiskt rekord sattes under tävlingen.
| Datum      | Idrottare         | Nation        | Tid    | OR | VR |
| ---------- | ----------------- | ------------- | ------ | -- | -- |
| 31 januari | Lidija Skoblikova | Sovjetunionen | 2:22,6 | OR |    |

## Medaljörer
| Gren        | Guld                            | Silver                 | Brons                            |
| 1 500 meter | Lidija Skoblikova Sovjetunionen | Kaija Mustonen Finland | Berta Kolokoltseva Sovjetunionen |

## Resultat
| Placering | Idrottare                    | Nation                 | Tid    | Noteringar |
| --------- | ---------------------------- | ---------------------- | ------ | ---------- |
| 1         | Lidija Skoblikova            | Sovjetunionen          | 2:22,6 | (OR)       |
| 2         | Kaija Mustonen               | Finland                | 2:25,5 |            |
| 3         | Berta Kolokoltseva           | Sovjetunionen          | 2:27,1 |            |
| 4         | Kim Song-soon                | Nordkorea              | 2:27,7 |            |
| 5         | Helga Haase                  | Tysklands förenade lag | 2:28,6 |            |
| 6         | Christina Lindblom-Scherling | Sverige                | 2:29,4 |            |
| 7         | Valentina Stenina            | Sovjetunionen          | 2:29,9 |            |
| 8         | Kaija-Liisa Keskivitikka     | Finland                | 2:30,0 |            |
| 9         | Han Pil-hwa                  | Nordkorea              | 2:30,1 |            |
| 10        | Hatsue Nagakubo-Takamizawa   | Japan                  | 2:30,9 |            |
| 11        | Gunilla Jacobsson            | Sverige                | 2:31,9 |            |
| 12        | Inger Eriksson               | Sverige                | 2:32,0 |            |
| 13        | Doreen McCannell             | Kanada                 | 2:32,7 |            |
| 14        | Yasuko Takano                | Japan                  | 2:33,1 |            |
| 15        | Judy Morstein                | USA                    | 2:33,3 |            |
| 16        | Willy de Beer                | Nederländerna          | 2:34,0 |            |
| 16        | Doreen Ryan                  | Kanada                 | 2:34,0 |            |
| 18        | Kaneko Takahashi             | Japan                  | 2:34,6 |            |
| 19        | Mary Lawler                  | USA                    | 2:34,9 |            |
| 20        | Kornélia Ihász               | Ungern                 | 2:35,1 |            |
| 21        | Inge Lieckfeldt              | Tysklands förenade lag | 2:36,2 |            |
| 22        | Françoise Lucas              | Frankrike              | 2:36,4 |            |
| 22        | Adelajda Mroske              | Polen                  | 2:36,4 |            |
| 24        | Jan Smith                    | USA                    | 2:37,8 |            |
| 25        | Helena Pilejczyk             | Polen                  | 2:38,3 |            |
| 26        | Elwira Seroczyńska           | Polen                  | 2:39,3 |            |
| 27        | Kim Gwi-jin                  | Sydkorea               | 2:39,7 |            |
| 28        | Erika Heinicke               | Tysklands förenade lag | 2:40,4 |            |
| 29        | Jarmila Šťastná              | Tjeckoslovakien        | 2:42,9 |            |
| 30        | An Sen-Za                    | Nordkorea              | 2:44,7 |            |